# Microregione di Aimorés
Aimorés è una microregione del Minas Gerais in Brasile, appartenente alla mesoregione di Vale do Rio Doce.

## Comuni
È suddivisa in 13 comuni:
- Aimorés
- Alvarenga
- Conceição de Ipanema
- Conselheiro Pena
- Cuparaque
- Goiabeira
- Ipanema
- Itueta
- Mutum
- Pocrane
- Resplendor
- Santa Rita do Itueto
- Taparuba